# تيريزا رويز روزاس
تيريزا رويز روزاس (بالإسبانية: Teresa Ruiz Rosas)‏ (1956، أريكيبا في بيرو)؛ روائية بيروفية.